# Gorodiec (rejon krasninski)
Gorodiec (ros. Городец) – wieś (ros. деревня, trb. dieriewnia) w zachodniej Rosji, w osiedlu wiejskim Mierlinskoje rejonu krasninskiego w obwodzie smoleńskim.

## Geografia
Miejscowość położona jest nad Czużowką, 5,5 km od drogi federalnej R135 (Smoleńsk – Krasnyj – Gusino), 8,5 km od centrum administracyjnego osiedla wiejskiego (Mierlino), 15,5 km od centrum administracyjnego rejonu (Krasnyj), 32,5 km od Smoleńska, 9 km od najbliższego przystanku kolejowego (Wielino).
W granicach miejscowości znajduje się ulica Lesnaja.

## Demografia
W 2010 r. miejscowość zamieszkiwało 6 osób.